# Valerio Scassellati
Valerio Scassellati (Gualdo Tadino, 24 de julho de 1979) é um automobilista italiano.

## Carreira
Scassellati iniciou sua carreira profissional no automobilismo em 2000, na Fórmula 3 Italiana. Pela equipe Target Racing, venceu duas provas, terminando o campeonato em terceiro lugar.
Entre 2001 e 2002, disputou a Fórmula 3000 Europeia por quatro equipes, tendo marcado apenas um ponto em 2002.

## Fórmula 3000
Em 2003, Scassellati foi contratado pela BCN Competición (atual Ocean Racing Technology), que faria sua estreia na Fórmula 3000 Internacional neste ano. Foram apenas quatro provas pela escuderia, tendo como melhor resultado um décimo-terceiro lugar em Ímola. Ainda disputou os GP's de Nürbugring, Magny-Cours e Hockenheim - neste intervalo, Alessandro Piccolo, Marc Hynes e Giovanni Berton se alternavam na pilotagem do carro #18.
A última participação do italiano em uma prova de automobilismo foi em 2004, quando pilotou um Chrysler Viper GTS-R da Scuderia Veregra.